# Craig Reedie
Sir Craig Collins Reedie, GBE (* 6. Mai 1941 in Stirling) ist ein Sportfunktionär und ehemaliger schottischer Badmintonspieler.

## Werdegang
Craig Reedies bedeutendste Leistungen datieren aus der Zeit nach seiner Laufbahn als Badmintonspieler. Von 1981 bis 1984 war er Präsident der International Badminton Federation (IBF). 1992 wurde er Chairman der British Olympic Association (BOA). Diese Position füllte er bis 2005 aus.
1994 wurde er ins Internationale Olympische Komitee (IOC) gewählt und ist dort seit 2009 Mitglied des Executive Board.
Er war ebenfalls Vorstandsmitglied des LOCOG, dem Organisationskomitee der Olympischen Spiele 2012 in London.
Vom 1. Januar 2014 bis zum 31. Dezember 2019 war Reedie Vorsitzender der Welt-Anti-Doping-Agentur (WADA).
Im Oktober 2018 wurde die Vereinbarkeit dieser Position mit der Mitgliedschaft im IOC kritisiert. Die Organisation Mouvement Pour un Cyclisme Crédible forderte Reedie am 24. Oktober 2018 in einem offenen Brief zum Rücktritt auf. Sie kritisiert u. a. seine Behandlung des Dopingverfahrens von Chris Froome, die Wiedereingliederung der russischen Anti-Dopingagentur und das jahrelange Erlauben des Opioids Tramadol.

## Auszeichnungen
1999 wurde Craig Reedie als Commander in den Order of the British Empire aufgenommen. 2006 wurde er als Knight Bachelor geadelt und 2018 zum Knight Grand Cross des Order of the British Empire erhoben.